# Фёдорова, Мария Николаевна
Мария Николаевна Фёдорова (29 декабря 1920, Великие Луки — 20 декабря 1968, Москва) — советский и российский кинорежиссёр.

## Биография
Мария Николаевна Фёдорова родилась 29 декабря 1920 года в Великих Луках в семье музыканта и учительницы. С 1921 года родители переехали в Ленинград. В 1938 году окончила школу и поступила на режиссёрский факультет ВГИКа (мастерская С. Эйзенштейна). По окончании института с 1943 года работала на киностудии имени М. Горького, где и ставила свои фильмы.
Умерла 20 декабря 1968 года в Москве.

## Фильмография
- 1956 — Призвание
- 1958 — Стучись в любую дверь
- 1961 — Своя голова на плечах
- 1963 — Большие и маленькие
- 1964 — Дальние страны
- 1966 — Такой большой мальчик